# Mudawana
Mudawana, en árabe: مدونة, es el código de familia de Marruecos. Este código está basado en la Escuela Maliki y el sunismo, ha sido elogiado por activistas de derechos humanos por su reforma social y religiosa.

## Historia
Malik ibn Anas, el fundador de la escuela Maliki del Islam sunita, escribió Al-Muwatta y Al-Mudawana, primeras colecciones de los dichos de Mahoma publicadas por un imán con comentarios. Al-Mudawana consiste principalmente de la ley familiar, regulando el matrimonio, la herencia y la custodia de los hijos. Tamara Sonn, profesora de religión y humanidades en el College of William and Mary, criticó el libro como promotor de la violencia y la inequidad hacia la mujer bajo la ley islámica. En contraste, Sonn elogió la ley marroquí para la abolición de la familia patriarcal y la dicción respecto a las mujeres.

## El código
Este código trajo consigo cambios fundamentales en la familia. Por ejemplo, a partir de la aprobación del mismo las parejas tienen que acudir a una corte secular para obtener el divorcio más allá de sólo tener una carta de repudio de un oficial religioso, los padres que retengan la custodia de los hijos también retienen la casa y las mujeres tendrían las mismas condiciones en lo relativo a la custodia de los hijos. Además, a las mujeres se les reconoce el derecho de pedir el divorcio en igualdad de condiciones con respecto a los hombres  
En cuanto al matrimonio, se eleva la edad legal a los dieciocho (18) años en vez de quince (15) y se observó el derecho de las mujeres a elegir esposo. De ahí en adelante el acoso sexual se convirtió en una ofensa castigada por ley. Además, se eliminó la tutela del padre o del hermano mayor sobre la mujer adulta no casada 
La Mudawana, que fue aprobada por la mayoría del parlamento marroquí, garantiza mayor poder a la mujer. Esta revisión causó el enojo de los fundamentalistas.
La poligamia, aunque permitida todavía, vino a ser más difícil bajo la nueva Mudawana de 2003. Para justificar la misma debe existir una justificación excepcional y objetiva, la primera esposa tiene que consentir, el esposo tiene que tener todos los recursos para mantener las familias y garantizar los derechos de pensión, acomodo e igualdad en todos los aspectos de la vida. La mujer tiene el derecho de estipular una condición en el contrato de matrimonio en el cual no consiente que su esposo pueda casarse con otra mujer.

## Implementación
El Parlamento intentó revisar el código varias veces durante los primeros años siguientes a su establecimiento, en particular para asegurar el derecho al divorcio de la mujer. En febrero de 2004, la Mudawana fue revisada por el Parlamento marroquí y el rey Mohammed VI, líder religioso supremo y cabeza de estado, le dio el consentimiento real.
El Rey también enmendó el código para extender la ciudadanía a los hijos o hijas de madres marroquíes y padres extranjeros. Previamente al Artículo 6 del Acta de Ciudadanía de Marruecos de 1958 limitaba la ciudadanía a los niños y niñas cuyo padre fuera marroquí. Excepciones a esta regla son los hijos o hijas de padres cuya ciudadanía es desconocida o no existente, o en casos de muchachos o muchachas entre las edades de 16 a 18 años cuyo estatus legal como marroquíes no es cuestionado por el ministro de Justicia.